# Ernst Siegfried Becher
Ernst Siegfried Becher (* 2. Juli 1884 in Reinshagen; † 1. April 1926 in Breslau) war ein deutscher Zoologe.

## Familie
Ernst Siegfried Becher war ein Sohn des Volksschullehrers Ernst Becher und einer Frau namens Hulda, deren Vater der Schleifer Peter Daniel Küpper (1821–1862) und deren Mutter Amalie Tesche (1829–1880) waren. Der Großvater väterlicherseits war der Maurer Johann Christian Becher (1822–1895), die Großmutter Regina Nuvertne (1830–1873). Sein Bruder Hellmut Becher war ein Anatom und Hochschullehrer, sein Bruder Erich Becher ein Philosoph und Psychologe und sein Bruder Erwin Becher Mediziner.
Ernst Siegfried Becher selbst blieb unverheiratet.

## Leben und Wirken
Ernst Siegfried Becher ging auf ein Realgymnasium in Remscheid und führte während dieser Zeit mit seinen Brüdern physikalisch-chemische Experimente durch. Im Bereich der Biologie befasste er sich insbesondere mit den Arbeiten Darwins und Ernst Haeckels. 1902 begann er ein Studium der Naturwissenschaften, insbesondere der Zoologie, das er mit einer preisgekrönten Dissertation abschloss. Während des Studiums hörte er bei Hubert Ludwig, Walter Voigt, Adolf Strubell, Borgert und Alexander Koenig. 1906 erschien mit den „Erkenntnistheoretischen Untersuchungen über die Stuart Mills Theorie“ eine erste größere, von ihm erarbeitete Publikation zur Physiologie.
Von 1908 bis 1914 arbeitete Becher als Assistent von Johann Wilhelm Spengel am Zoologischen Institut der Universität Gießen. Er beschäftigte sich mit Echinodermen und untersuchte dabei Grundlagen zu den Formen der Kalkskeletten und zur Physiologie und Physik der Körper. In seinen naturphilosophischen Arbeiten sind psycholamarckistische Andeutungen zu finden, wenngleich er die Beziehung zum Vitalismus teilweise aufrechterhielt. Aus Bechers Sicht resultierten Gestaltungseindrücke und deren Residuen, die als Ganzheiten oder Individualitäten erschienen, nicht aus Vorgängen im Gehirn. Es handele sich aus seiner Sicht um eine Beeinflussung, die bereits bei einheitlichen Protoplasmamassen zu finden seien und daher Teil der allgemeinen Grundeigenschaften der lebendigen Substanz sein müssten.
Im Herbst 1914 folgte Becher einem Ruf als Ordinarius für Zoologie und vergleichende Anatomie an die Universität Rostock. Dort arbeitete er zumeist mit Untersuchungen am Polarisationsmikroskop, das er zu verbessern versuchte. Im Jahr 1921 arbeitete er mikrotechnisch zur Echtfärbung von Zellkernen mit Farbstoffen (Oxyanthrachinone und Naphthochinone). Zur selben Zeit erfand er im Bereich der Fotografie eine dem Pigmentdruckverfahren sehr ähnliche Methode und erhielt in diesem Fachbereich Patente.
1921 folgte Becher auf seinen ehemaligen Lehrer Spengel an der Universität Gießen. Er litt bei seiner Arbeit in Gießen unter den Problemen der Nachkriegszeit und erkrankte zunehmend. Da er optische Untersuchungen bevorzugte, forschte er über das Verhalten von Versuchstiere (Daphniden) in verschiedenfarbigem, überwiegend ultraviolettem Licht.
Becher erhielt einen Ruf der Universität Tübingen, dem er jedoch nicht nachkam. Im Herbst 1925 wechselte er nach Breslau und starb dort wenig später infolge einer langjährigen Krankheit.
Am 19. Oktober 1916 wurde Ernst Siegfried Becher unter der Matrikel-Nr. 3384 als Mitglied in die Kaiserliche Leopoldinisch-Carolinische Deutsche Akademie der Naturforscher aufgenommen.

## Veröffentlichungen (Auswahl)
- mit Reinhard Demoll: Einführung in die mikroskopische Technik. Für Naturwissenschaftler und Mediziner. Leipzig 1913. (Digitalisat)